# 愛知県立鳳来寺高等学校
愛知県立鳳来寺高等学校（あいちけんりつ ほうらいじこうとうがっこう）は、愛知県新城市に所在した公立の高等学校。2009年度（平成21年度）より生徒募集が停止され、2011年（平成23年）2月27日に閉校式が実施された。

## 設置学科
- 普通科

## 沿革
鳳来寺が設立した「鳳来寺女子高等学園」を前身とする。農山村の振興が課題であった昭和初期に弘法大師1100年御遠忌記念事業として着手し、1935年に開校した。
当初は鳳来寺の財産から毎年生じる利息6万円余りの内、1万5千円を割いて維持費としていた。開校した1935年度には財団法人鳳来寺女子高等学園を設立した。
開校時は各種学校であったが1939年に中等学校として文部省に認可され、同時に学校名を「鳳来寺高等家政女学校」に改めた。
1943年2月に学校を県に移管するよう愛知県が要請し、同月中に学校理事会はこれを承認した。2月20日には文部省により財団法人の解散と財産処分の許可が下りている。
同年4月に「愛知県立鳳来寺女子農学校」が開校し、新入生入学のほか、高等家政女学校の2, 3年生が編入した。鳳来寺高等家政女学校は設立者を愛知県に変更し、4年生が引き続き在籍、在校生が卒業した翌1945年3月に廃止された。
学制改革により1948年に「愛知県立鳳来寺高等学校」となる。総合制の高校として普通課程、家庭課程、農業課程、別科を設置した。男女共学とされたが、初年度は男子生徒が入学しなかった。
同年10月、新城農蚕高等学校、新城高等学校と統合され、「愛知県立新城高等学校鳳来寺分校」となったが、半年後の1949年4月に独立して再び「愛知県立鳳来寺高等学校」となった。同時に小学区制が導入され、初めて男子生徒が入学した。
1950年3月に農業課程を廃止し、生徒は普通科に編入するか、農業課程のある新城高等学校に転校することになった。
学制改革が行われた当時は高校進学率が非常に低く、実務的な女子教育が要請されたことから修業年限1年の別科が設置されていた。しかし50名の定員を毎年割るような状況で、高校進学率が高まるにつれ設置基準の最低人数すら割るようになった。このことから1956年3月をもって別科は廃止された。
これ以降2002年まで普通科と家庭科（後に家政科、生活情報科と改称）の体制が続いた。

### 新城高等学校との統合
2007年（平成19年）11月に発表された県立高等学校再編整備実施計画（第2期2次分）により、2009年度（平成21年度）より、愛知県立新城高等学校に学校統合し、2008年度（平成20年度）入試を最後に生徒募集を停止することを決定した。
なお、鳳来寺高等学校在校生および2008年度（平成20年度）入学生に関しては、卒業まで鳳来寺高等学校に在籍。

### 跡地利用
2013年、テレビドラマ「みんな!エスパーだよ!」のロケに使用された。
2016年1月、校舎内と校庭にコースとする自転車レース「スクールクロス」を新城スポーツツーリズム推進実行委員会が開催した。

### 年表
- 1935年（昭和10年）4月 - 私立学校令に基づく鳳来寺女子高等学園として開校。設立者は鳳来寺、修業年限4年[15]。
- 1938年（昭和14年）4月 - 職業学校規程に基づく実業学校として認可され、鳳来寺高等家政女学校と称する。設立者は財団法人鳳来寺女子高等学園、修業年限4年[16]。
- 1944年（昭和19年）4月 - 愛知県に移管し、愛知県立鳳来寺女子農学校が開校[8]。
- 1948年（昭和23年）4月 - 学制改革により愛知県立鳳来寺高等学校に改称。普通課程、家庭課程、農業課程、別科を設置[10]。
- 1948年10月 - 新城農蚕高等学校、新城高等学校と統合され、愛知県立新城高等学校鳳来寺分校を設置[10]。
- 1949年（昭和24年）4月 - 独立して愛知県立鳳来寺高等学校が開校。普通課程、家庭課程、農業課程、別科を設置[11]。
- 1950年（昭和25年）3月 - 農業課程を廃止[11]。
- 1956年（昭和31年）3月 - 別科を廃止[12]。
- 1994年（平成06年） - 家政科を生活情報科に改称。
- 2002年（平成14年） - 生活情報科を廃止。
- 2009年（平成21年） - 生徒募集停止。
- 2011年（平成23年）2月27日 - 閉校式を実施。
- 2011年（平成23年）3月31日 - 閉校。証明書等の事務は愛知県立新城高等学校に引き継がれる。
- 2021年（令和03年）3月31日 - 新城高等学校が統合のため閉校したため、証明書等の事務は統合先の愛知県立新城有教館高等学校に引き継がれる。

## 通学

### 通学圏
進学者は東三河全域からあった。
小学区制を導入した1949年時点では中心学区を鳳来寺村と海老町、新城高等学校との共通学区を長篠村、大野町、七郷村、山吉田村、舟着村、三輪村としていた。

### 通学手段
JR飯田線 本長篠駅から豊鉄バス田口新城線または鳳来寺線「鳳来寺」バス停下車。なお鳳来寺線は2008年廃止。
1968年（昭和43年）の廃止までは豊橋鉄道田口線の鳳来寺駅が近くにあり、9割近くの生徒が利用していた。田口線が廃止された9月1日からは本長篠駅と鳳来寺を結ぶ定期バスや学輸バスが運行され、生徒のほとんどがこれを利用した。

## 校歌
愛知県立鳳来寺高等学校校歌
作詞：丸山薫、作曲：大村能章
1952年1月制定。男女共学となって3年が経過し、高等家政女学校時代に制定された校歌では実情にそぐわないとして新たに制作された。
鳳来寺高等家政女学校校歌
作詞：金田誠一（愛知県豊橋中学校教諭）、作曲：林広次（豊橋市立高等女学校教諭）
1941年10月制定。

## 鳳来寺参道清掃
開校直後から鳳来寺の参道を清掃する奉仕活動を行っていた。
1980年代頃から春の大型連休付近と11月の鳳来寺山もみじまつりの後の年2回行うようになった。
かつては麓から東照宮までを清掃していたが、2006年頃からは生徒数の減少により参道の中腹までに縮小した。閉校後は新城高校がこれを受け継ぎ、2012年の秋は生活創造科の生徒が清掃を行っている。